# Over My Head (Better Off Dead)
 (août 2025).
Motif : Notoriété de ce single ?
- Archive Wikiwix
- Bing
- Cairn
- DuckDuckGo
- E. Universalis
- Gallica
- Google
- G. Books
- G. News
- G. Scholar
- Persée
- Qwant
- (zh) Baidu
- (ru) Yandex
- (wd) trouver des œuvres sur Wikidata

| 1. | Préciser le motif de la pose du bandeau. | Précisez le motif de la pose du bandeau en utilisant la syntaxe suivante : {{admissibilité à vérifier\|date=août 2025\|motif=remplacez ce texte par le motif}}                                      |
| 2. | Informer les utilisateurs concernés.     | Pensez à avertir le créateur de l'article, par exemple, en insérant le code ci-dessous sur sa page de discussion : {{subst:avertissement admissibilité à vérifier\|Over My Head (Better Off Dead)}} |

Singles de Sum 41
The Hell Song
(2003) We're All to Blame
(2004)
Pistes de Does This Look Infected?
The Hell Song My Direction
Over My Head (Better Off Dead) est le troisième single extrait de l'album Does This Look Infected? du groupe canadien Sum 41. Il est sorti en 2003.

## Clip vidéo
Le clip est une succession d'images provenant de tournées du groupe, tout comme Handle This.